# Jakob Koch (Ringer)

Jakob Koch 1903

Jakob „Kochse Kobes“ Koch (* 12. April 1870 in Neuss; † 19. Februar 1918 ebenda) war ein deutscher Ringer. Er wurde zweifacher Europameister, zweifacher Weltmeister und zweifacher Vizeweltmeister im griechisch-römischen Ringkampf.

## Werdegang
Jakob Koch wurde in Neuss als Sohn des Korbmachermeisters Michael Koch und seiner Gattin Anna Catharina Koch geb. Hover in Neuss Glockhammer D 137 in einem alten Haus zwischen der Spulgasse und dem „Finke Höffke“ geboren. In seiner Heimatstadt begann er als Jugendlicher beim Neusser Turnverein von 1848 mit den Sportarten Ringen, Gewichtheben und Turnen. Später spezialisierte er sich ganz auf das Ringen und erzielte in dem damals üblichen griechisch-römischen Stil alle seine großen Erfolge.

### Seine Erfolge
So errang er 1896 in Rotterdam noch als Amateur seinen ersten internationalen großen Titel, den eines Europameisters. Im Jahre 1898 trat der 1,80 m große und ca. 100 kg schwere Sportler zu den Berufsringern über. Mit fleißigem und hartem Training kämpfte er sich in diesem Metier binnen weniger Jahre in die absolute Weltspitze der griechisch-römisch ringenden Athleten hinein.
1902 startete Jakob Koch zum ersten Mal bei einer Weltmeisterschaft im Londoner Sportring-Club und wurde auf Anhieb Schwergewichtsweltmeister im griechisch-römischen Ringkampf. Für diese Weltmeisterschaft hatte er sich zusammen mit seinem Freund, dem Weltmeister von 1901, Georg Hackenschmidt aus Russland mehrere Monate lang in England intensiv vorbereitet. Er war in einer hervorragenden Form und wurde mit einem Sieg im Endkampf über den Belgier Omer de Bouillon (Omer Garitte) Schwergewichtsweltmeister. Jakob Koch war damit der erste deutsche der Schwergewichtsweltmeister im Gri.-Röm. Ringkampf wurde.
Auch bei der Weltmeisterschaft 1903 in Lüttich spielte er bei der Vergabe des Titels wieder ein sehr gewichtiges Wort mit. Er musste sich aber dieses Mal mit dem 3. Platz hinter Jess Pedersen aus Dänemark und dem Belgier Omer de Bouillon begnügen.
1904 holte sich Jakob Koch bei der Weltmeisterschaft in Berlin in einem mitreißenden Kampf gegen den Freiburger Heinrich Eberle und vor dem Holländer Dirk van der Berg den WM-Titel im Schwergewicht zurück. 1905 wurde er zum zweiten Mal, diesmal in Frankreich im Cassino de Paris, Europameister. 1907 unterlag er erst im Finale der Weltmeisterschaft in Paris dem französischen Altmeister Paul Pons und wurde somit Vizeweltmeister.
Die gleiche hervorragende Platzierung belegte Jakob Koch auch bei der Weltmeisterschaft 1908 in Wien. Hier scheiterte er auch erst im Finale an dem 2,13 Meter großen und ca. 125 Kilogramm schweren Bulgaren Simon Antonitsch.
In den Jahren von 1894 bis 1914 bestritt Jakob Koch eine Unzahl von Turnieren und Herausforderungskämpfen. Er verließ überwiegend als Sieger die Ringermatte. Jakob Koch stand mit der gesamten damaligen Weltelite der Ringer im griech.-röm. Stil auf der Matte und konnte fast alle besiegen. Es seien hier nur folgende Athleten genannt: Georg Hackenschmidt, Iwan Poddubny, Iwan Schemjakin, Alexander Aberg und Petrotwitsch alle aus Russland, Hans Schwarz, John Pohl, Michael Hitzler, Karl Kornatz, Karl Saft und Georg Strenge aus Deutschland, Josef Steinbach, der ehemalige Olympiasieger und Weltmeister im Gewichtheben aus Österreich sowie Paul Pons, Laurent le Beaucairois, Emile Vervet und Aimable de la Calmette aus Frankreich und die Belgier Constant le Boucher und Omer de Bouillon sowie Jess Pedersen aus Dänemark.
Die Münchener Illustrierte „Athletik – Sportzeitung“ beschreibt das Sportlerleben und die großen Erfolge des Neusser Ringerweltmeister Jakob Koch auf ihrer kompletten Titelseite in ihrer Ausgabe vom 10. November 1906.

### Das Ende der Ringerkarriere
Jakob Koch ist heute viel geehrt und bewundert. Der bekannte Humorist Otto Reutter sagt in seinen Aphorismen: „Es lebe der Ruhm, bei der breiten Volksmasse ist der Ringkämpfer „Koch“ viel bekannter als der Gelehrte gleichen Namens.“ Aber trotz seiner kolossalen Erfolge, trotz seines Wohlstandes, den ihm seine Kunst – ein Bonmot nennt sie „Kochkunst“ – bereits einbrachte, ist Jakob Koch ein bescheidener Mann geblieben. Neben ausgezeichneten Umgangsformen besaß Jakob Koch eine ungewöhnliche Intelligenz und wusste über viele Themen interessant und anregend zu unterhalten.
1909 veröffentlichte Jakob Koch sein Ringerbuch – Lehrbuch des Ringkampfs – mit 64 Abbildungen. Es erschien beim Hermann Walther Verlag in Berlin. 1911 wurde das – Lehrbuch des Ringkampfs – von Jakob Koch auch in Moskau – Russland verlegt.
Am 15. Dezember 1910 heiratete Jakob Koch die Berlinerin Hella Bernitt.
Jakob Koch wurde durch seine großen sportlichen Erfolge in der ganzen Welt ein sehr wohlhabender Mann und wollte sich nach seiner Karriere als Hochleistungssportler in seiner Heimatstadt Neuss als Geschäftsmann niederlassen. Der Erste Weltkrieg rief jedoch auch ihn als Landsturmmann zum Militär. Die Entbehrungen der Soldatenzeit brachen bei seiner angegriffenen Gesundheit voll aus und bereits am 19. Februar 1918, noch nicht einmal 48 Jahre alt, starb der mehrfache Welt- und Europameister an einem Herzleiden. Jakob Koch fand seine letzte Ruhestätte auf dem Hauptfriedhof seiner Heimatstadt Neuss.
An seine großen Erfolge erinnert eine Plakette die im Foyer der Stadionhalle an der Neusser Jahnstraße angebracht ist. Am 5. Mai 2009 ehrte die Stadt Neuss ihren erfolgreichen Sohn mit einer Straßenbenennung im Neusser Süden. An der Jakob-Koch-Straße befindet sich eine Eissporthalle und das Neusser Südbad.

## Internationale Erfolge
Alle Erfolge wurden im griech.-röm. Kampfstil im Schwergewicht errungen.
(Abkürzungen: WM = Weltmeisterschaft; EM = Europameisterschaft)
- 1896    –    1. Platz  –  Europameisterschaft in Rotterdam
- 1901    –    1. Platz  –  Großer Preis von München vor Heinrich Eberle GER und vor   Michael Hitzler GER und Marchand FRA
- 1902    –    2. Platz  –  Turnier in Brüssel hinter Georg Hackenschmidt RUS
- 1902    –    2. Platz  –  Turnier in Namur   hinter Georg Hackenschmidt RUS
- 1902    –    1. Platz  –  Weltmeisterschaft in London vor Omer de Bouillon BEL und Dirk von den Berg NDL
- 1903    –    3. Platz  –  Weltmeisterschaft in Lüttich hinter Jess Pedersen DEN und vor Omer de Bouillon BEL
- 1904    –    1. Platz  –  Weltmeisterschaft in Berlin vor Heinrich Eberle GER und Dirk von den Berg NDL
- 1905    –    1. Platz  –  Europameisterschaft in Paris
- 1906    –    1. Platz  –  Turnier in Nürnberg  vor John Pohl GER und Omer de Bouillon BEL
- 1907    –    1. Platz  –  Großer Preis von Schlesien in Breslau  vor Dirk von den Berg NDL
- 1907    –    1. Platz  –  Turnier in Berlin  vor Paul Pons FRA
- 1907    –    1. Platz  –  Großer Preis von  Düsseldorf  vor Iwan Schemjakin RUS
- 1907    –    2. Platz  –  Weltmeisterschaft in Paris  hinter Paul Pons FRA und vor Omer de Bouillon BEL
- 1908    –    1. Platz  –  Großer Preis von Ostpreußen  vor Antonitsch BUL
- 1908    –    12. April in einem Herausforderungskampf besiegt Jakob Koch Iwan Poddubny aus RUS
- 1908    –    19. April in der Revanche kämpfen Jakob Koch und Iwan Poddubny im 1. Kampf „ohne Entscheidung“, den zweiten Kampf gewinnt Poddubny RUS
- 1908    –    2. Platz  –  Weltmeisterschaft in Wien  hinter Simon Antonitsch BUL und vor Adolph Steurs BEL und Josef Steinbach AUT
- 1909    –    1. Platz  –  beim großen Preis von Krefeld
- 1909    –    1. Platz  –  beim großen Preis von St. Petersburg 1. Jakob Koch 2. Hans Schwarz 3. Iwan Schemjakin 4. Nikolai Wachturow 5. Halil Adi